# Napta lutunguru
Napta lutunguru is een vlinder uit de familie spinners (Lasiocampidae). De wetenschappelijke naam van deze soort is voor het eerst geldig gepubliceerd in 1939 door Dufrane.
De soort komt voor in tropisch Afrika.